# Sauvetrea xantholeuca
Sauvetrea xantholeuca är en orkidéart som först beskrevs av Rudolf Schlechter, och fick sitt nu gällande namn av Dariusz Lucjan Szlachetko. Sauvetrea xantholeuca ingår i släktet Sauvetrea och familjen orkidéer. Inga underarter finns listade i Catalogue of Life.